# Condado de Arbelaiz

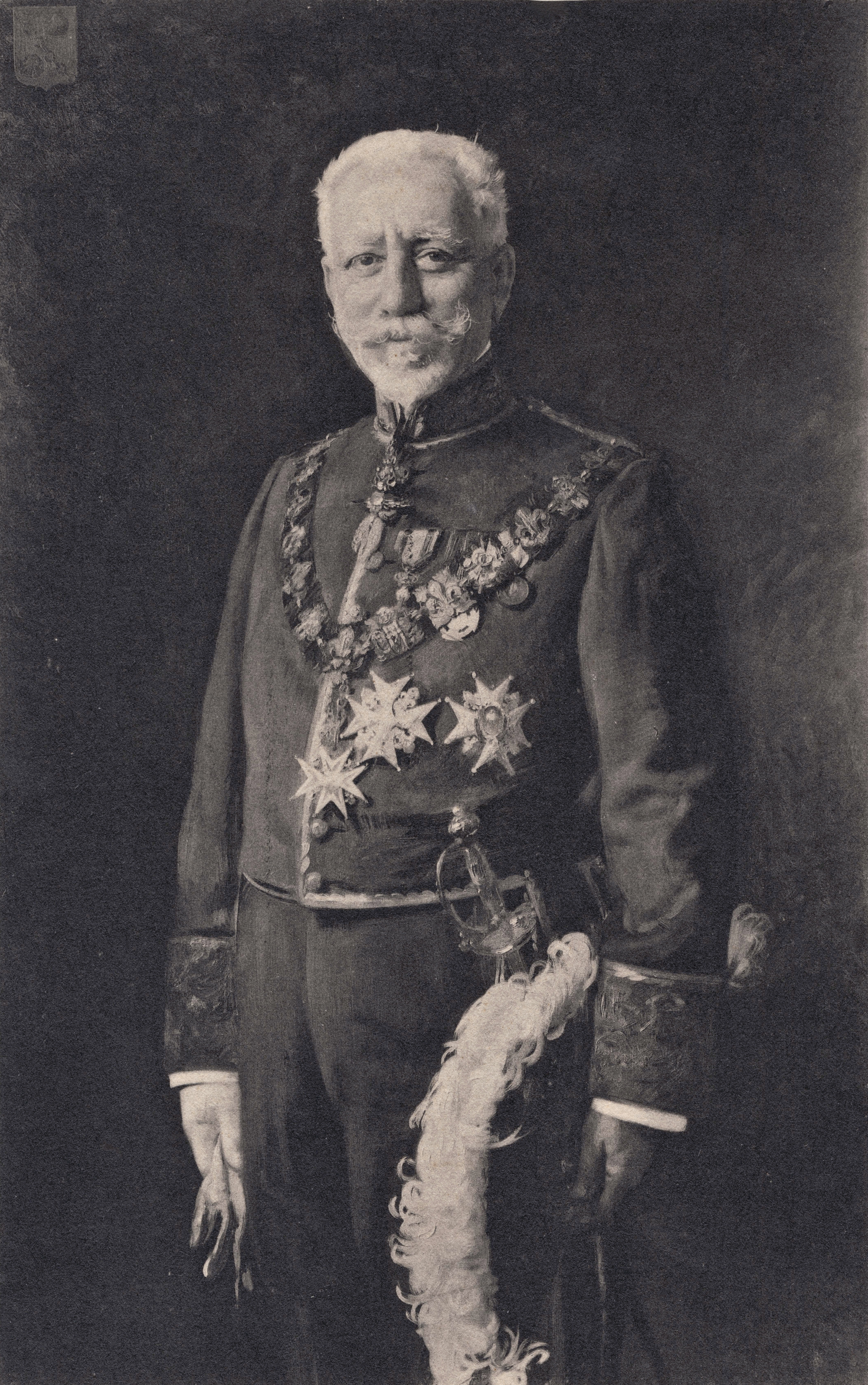
Retrato armoriado de Tirso de Olazábal y Lardizábal, I conde de Arbelaiz, I conde de Oria.

El condado de Arbelaiz es un título nobiliario español concedido el 2 de octubre de 1874 por el pretendiente carlista "Carlos VII" a favor de Tirso de Olazábal y Lardizábal, senador del Reino y diputado a Cortes por Guipúzcoa (1867-1871), que también fue el I conde de Oria.
Este título fue reconocido como título del Reino por Francisco Franco el 16 de abril de 1964, en Tirso de Olazábal y Mendoça.
El actual titular, por rehabilitación de Juan Carlos I desde 15 de marzo de 1991 es José Joaquín de Olazábal y Albuquerque, III conde de Arbelaiz.

## Denominación
El título de conde de Arbelaiz debe su nombre al mayorazgo del mismo nombre, fundado en el siglo XVI por la familia Arbelaiz, poseedora del oficio de correo mayor de Irún. Dicho mayorazgo, que comprendía el notable Palacio de Arbelaiz, morada de reyes y príncipes, pasó por matrimonio a la familia de Olazábal, por ocasión de la boda de la marquesa-viuda de Valdespina, María Teresa de Murguía y Arbelaiz, XV señora de Murguía, VII señora de Arbelaiz, con Domingo José de Olazábal y Aranzate, en 1756. De este matrimonio fue bisnieto por varonía el primer titular, Tirso de Olazábal y Lardizábal.

## Armas
«En campo de oro, un pino arrancado, de sinople, frutado de oro, con un jabalí andante, de sable, atravesado al pie del tronco, y al frente al animal, un hombre con coraza, capacete azur y zapatas de sable, dando una lanzada al jabalí con un venablo de gules. El pino acompañado de tres panelas, de gules, una a cada lado y otra encima de la capa.»

## Condes de Arbelaiz
|                                           | Titular                                   | Periodo                                   |
| Creación por el pretendiente "Carlos VII" | Creación por el pretendiente "Carlos VII" | Creación por el pretendiente "Carlos VII" |
| ----------------------------------------- | ----------------------------------------- | ----------------------------------------- |
| I                                         | Tirso de Olazábal y Lardizábal            | 1874-1921                                 |
| de iure                                   | Ramón de Olazábal y Álvarez de Eulate     | 1921-1951                                 |
| de iure                                   | Tirso de Olazábal y Mendoça               | 1951-1964                                 |
| Reconocimiento por Francisco Franco       |                                           |                                           |
| II                                        | Tirso de Olazábal y Mendoça               | 1964-1974                                 |
| Rehabilitación por Juan Carlos I          |                                           |                                           |
| III                                       | José Joaquín de Olazábal y Albuquerque    | 1991-actual titular                       |

## Historia de los condes de Arbelaiz
- Tirso de Olazábal y Lardizábal (1842-1921), I conde de Arbelaiz, I conde de Oria (5 de noviembre de 1876), senador del Reino y diputado a Cortes por Guipúzcoa (1867-1871).[3]

1. Casó con Ramona Álvarez de Eulate y Moreda.

De cuyo matrimonio nacieron doce hijos:
1. María de las Mercedes de Olazábal y Álvarez de Eulate (n.1868);
2. María Margarita;
3. Ramón (n.1871), que sigue;
4. José Joaquín;
5. Tirso, casó con María de la Concepción de Jaraquemada y Quiñones;
6. María Vicenta, casó con Julio Gabriel de Urquijo e Ibarra, I conde de Urquijo;
7. María Lorenza;
8. María Blanca;
9. Rafael, casó con Ana Yohn y Zayas; e
10. Ignacio, casó con Ana Vives y Rámila.
11. Agustín Pelayo (n.1888), casó con María Isabel Ruiz de Arana y Fontagud, XII condesa de Cantillana;
12. Roberto;

Le sucedió su hijo:
- Ramón de Olazábal y Álvarez de Eulate (1871-1951), II conde de Arbelaiz, de iure.

1. Casó, en 1899, en Portugal, con D. Maria Luísa de Mendoça Rolim de Moura Barreto, dama portuguesa de la Casa de los Duques de Loulé y Condes de Vale de Reis, en Portugal.

De cuyo matrimonio nacieron diez hijos:
1. María da Assunção de Olazábal y Mendóça (n.1900), casó con Macário de Castro da Fonseca e Sousa Pereira Coutinho.
2. Tirso María José, que sigue;
3. Jaime María (n.1904), casó con Maria do Carmo Rebelo Valente da Silva e Menezes;
4. José Joaquín (n.1906);
5. Francisco Javier (n.1909), sacerdote de la Compañía de Jesús;
6. María de las Mercedes (n.07.04.1910), religiosa de la Congregación de Esclavas del Sagrado Corazón.;
7. Luis Gonzaga (n.1912);
8. María Enriqueta (n.1914), religiosa de la Congregación de Esclavas del Sagrado Corazón;
9. María de los Dolores (n.1916);
10. Ramón (n.1918)

Le sucedió su hijo:
Reconocido como Título del Reino en 1964, a favor de:
- Tirso de Olazábal y Mendoça (1901-1974), II conde de Arbelaiz.

1. Casó, en 1930, en Portugal, con Isabel de Albuquerque de Melo Pereira e Cáceres.

De cuyo matrimonio nacieron once hijos:
1. José Joaquín María de Olazábal y Albuquerque (n.1931), que sigue;
2. María José (n.1932), casó con Sebastião Pedro da Cunha Perestrelo Guimarães;
3. María de las Mercedes Rita Vicente (n.1934);
4. Cristina María (n.1936), casó con Pedro Henrique Andresen van Zeller;
5. Isabel María (n.1937), casó con António Pedro da Costa Mesquita de Brito;
6. Francisco Xavier (n.1938), casó con Maria Isabel Alves Machado Guedes;
7. María Imaculada (n.1940), casó con Francisco Luis Sarsfield Pereira Cabral;
8. Tirso (n.1942), casó con Isabel Sofia Andresen de Sousa Tavares;
9. María Teresa (n.1943), casó con Alexandre de Magalhães de Castilho;
10. María do Carmo (n..1946), casó con Pedro José de Almada; y
11. Manuel Maria (n.1947), casó con Mariana da Assunção de Noronha da Cunha Reis.

Le sucedió su hijo primogénito:
Rehabilitado en 1991, a favor de:
- José Joaquín de Olazábal y Albuquerque (n.1931), III conde de Arbelaiz. Ingeniero Industrial.

1. Casó, en 1969, en Portugal, con María Teresa de Magalhães de Brito e Cunha. Con descendencia.

ACTUAL CONDE DE ARBELAIZ